# Franz Linsbauer (Politiker, 1968)
Franz Linsbauer (* 4. Oktober 1968 in Horn) ist ein österreichischer Politiker der Österreichischen Volkspartei (ÖVP). Er war seit 2008 bis zum 31. März 2023 Bürgermeister in Langau und seit April 2022 Abgeordneter zum Landtag von Niederösterreich.

## Leben

### Ausbildung und Beruf
Franz Linsbauer besuchte nach der Volksschule die Unterstufe am Gymnasium in Horn und die Höhere Bundeslehr- und Forschungsanstalt (HBLA) Francisco Josephinum. Er absolvierte eine Lehre zum Melker und Käser sowie eine Qualitätsmanagement-Ausbildung (ISO 9000).
In der Molkerei Horn bzw. bei der Milchunion Waldviertel war er Betriebsleiter. In der Niederösterreichischen Landes-Landwirtschaftskammer (NÖ LLWK) arbeitete er als Betriebsberater der Bezirksbauernkammer Horn und Geras sowie als Lehrer in der Bildungswerkstatt Mold. Gemeinsam mit seiner Familie bewirtschaftet er einen Bio-Ackerbaubetrieb mit Direktvermarktung in Langau. In Langau fungiert er auch als Amtsleiter der Marktgemeinde.

### Politik
Linsbauer wurde 1989 Mitglied des Ortsbauernrates des Bauernbundes in Langau, wo er von 2005 bis 2008 Vizebürgermeister war. 2008 folgte er Eduard Prand als Bürgermeister von Langau nach. Linsbauer ist Gemeindeparteiobmann, kooptiertes Mitglied im Bezirksparteivorstand der ÖVP Horn sowie Obmann der Region Waldviertler Wohlviertel.
Am 28. April 2022 wurde er in der XIX. Gesetzgebungsperiode als Abgeordneter zum Landtag von Niederösterreich angelobt. Er folgte Jürgen Maier nach, der aus gesundheitlichen Gründen zurückgetreten war. Bei der Landtagswahl 2023 trat er als ÖVP-Spitzenkandidat im Landtagswahlkreis Horn an.
Am 24. März 2023 gab er seinen Rücktritt als Bürgermeister mit 31. März bekannt, Nachfolger soll Daniel Mayerhofer werden.

## Auszeichnungen
- 2025: Verleihung des Berufstitels Ökonomierat[7]